# Кашников Пилип Іванович
Пилип Іванович Кашников (26 грудня 1904, село Локоть Зміїногорського повіту Томської губернії, тепер Цілинного району Алтайського краю, Російська Федерація — 16 березня 1971, місто Москва, Російська Федерація) — радянський державний і комуністичний діяч, секретар ЦК КП(б) Молдавії, 2-й секретар ЦК КП Латвії. Депутат Верховної ради СРСР 2—3-го скликань. Кандидат сільськогосподарських наук.

## Життєпис
Народився в родині селянина-середняка. У 1917 році закінчив трикласну сільську школу села Локоть.
У квітні 1920 — жовтні 1922 року — учень слюсаря ремісничої школи в селі Локоть на Алтаї. У листопаді 1922 — травні 1923 року — учень слюсаря професійної школи залізничних майстерень. З травня 1923 по серпень 1924 року працював робітником-слюсарем заводу «Серп і молот» у Барнаулі.
У вересні 1924 — травні 1927 року — учень 1-го Сибірського політехнікуму імені Тимірязєва в місті Томську.
У червні 1927 — листопаді 1930 року — землевпорядник Барнаульського окружного земельного управління. У 1929 році вступив до комсомолу.
Член ВКП(б) з вересня 1930 року.
У листопаді 1930 — травні 1932 року — студент Московського інституту землеустрою. З травня по листопад 1932 року — завідувач відділення Московського інституту землеустрою.
У листопаді 1932 — листопаді 1935 року — аспірант при Московському науково-дослідному інституті організації територій.
У грудні 1935 — січні 1938 року — науковий працівник, керівник бригади Московського науково-дослідного інституту організації територій. З січня по серпень 1938 року — доцент Московського інституту землеустрою.
У серпні 1938 — березні 1939 року — інструктор відділу керівних партійних органів ЦК ВКП(б) у Москві.
У квітні 1939 — квітні 1940 року — завідувач відділу кадрів Народного комісаріату заготівель Управління кадрів ЦК ВКП(б) у Москві.
У квітні 1940 — березні 1943 року — заступник народного комісара заготівель СРСР із кадрів.
У березні 1943 — грудні 1944 року — відповідальний організатор Управління кадрів ЦК ВКП(б).
27 січня 1945 — 5 лютого 1949 року — 3-й секретар ЦК КП(б) Молдавії. 9 лютого 1949 — 30 березня 1951 року — секретар ЦК КП(б) Молдавії.
16 березня 1951 — 7 травня 1953 року — 2-й секретар Бурят-Монгольського обласного комітету ВКП(б) (КПРС).
З квітня 1953 по серпень 1954 року — інспектор відділу партійних, профспілкових і комсомольських органів ЦК КПРС.
У серпні 1954 — січні 1956 року — заступник завідувача відділу партійних органів по союзних республіках ЦК КПРС у Москві.
20 січня 1956 — 23 січня 1958 року — 2-й секретар ЦК КП Латвії.
У квітні 1958 — грудні 1961 року — директор (ректор) Всесоюзного сільськогосподарського інституту заочної освіти в місті Балашиха Московської області. Одночасно, з травня 1961 року — голова Ради з присудження вчених ступенів Всесоюзного сільськогосподарського інституту заочної освіти.
З грудня 1961 по листопад 1964 року — старший викладач Московського інституту інженерів землеустрою.
З 1964 року — персональний пенсіонер союзного значення в Москві.
Помер 16 березня 1971 року після тривалої хвороби в Москві. Похований в колумбарії Новодівочого цвинтару Москви.

## Звання
- старший батальйонний комісар
- підполковник

## Нагороди
- орден Леніна
- орден «Знак Пошани»
- медаль «За оборону Москви»
- медаль «За оборону Кавказу»
- медалі